# Saitis speciosus
Saitis speciosus là một loài nhện trong họ Salticidae.
Loài này thuộc chi Saitis. Saitis speciosus được Octavius Pickard-Cambridge miêu tả năm 1874.